# Есенина, Татьяна Сергеевна
Татьяна Сергеевна Есенина (11 июня 1918, Орёл — 5 мая 1992, Ташкент) — дочь русского поэта Сергея Есенина и Зинаиды Райх, журналистка и писательница.
После развода родителей и смерти отца воспитывалась вместе с братом Константином в семье В. Э. Мейерхольда и З. Н. Райх.

## Биография
Родилась 11 июня 1918 года в Орле.
В мае 1919 года Зинаида Николаевна с одиннадцатимесячной Таней приехала в Москву. Остановились на квартире поэта Вадима Шершеневича в Крестовоздвиженском переулке и прожили почти три недели. Затем в июне Райх вернулась в Орёл, где работала в Орловском губернском отделе народного образования заведующей подотделом искусств.
В октябре 1919 года Райх спешно покидает Орёл, который занимают войска генерала Деникина, и переезжает в Москву. Татьяна осталась в Орле у бабушки с дедушкой.
После гибели Райх и Мейерхольда перед Великой Отечественной войной Татьяна Сергеевна осталась с младшим братом Константином (1920—1986) и маленьким сыном Владимиром на руках. Будучи выселенной из квартиры родителей в Брюсовом переулке, Есенина спасла архив Мейерхольда, спрятав его на даче в Балашихе, а в начале войны передала его на хранение С. М. Эйзенштейну.
В годы Великой Отечественной войны Татьяна Есенина эвакуировалась с мужем и сыном в Узбекистан, где по ходатайству Алексея Толстого получила с семьёй маленькую комнату в доме-бараке. Полвека прожила в Ташкенте, работая корреспондентом газеты «Правда Востока», научным редактором в издательствах Узбекистана.
Была инициатором процесса реабилитации Всеволода Мейерхольда. Письма Татьяны Есениной исследователю творчества Мейерхольда К. Л. Рудницкому являются важным источником для изучения творчества репрессированного режиссёра.

### Смерть
Умерла 5 мая 1992 года в Ташкенте.
Гражданская панихида состоялась в Музее Сергея Есенина 7 мая. После отпевания в церкви её похоронили на старом городском Боткинском кладбище.
Несколько лет над её могилой стоял скромный крест. С идеей установить на могиле достойный надгробный памятник выступила инициативная группа, которую возглавил журналист Г. Димов. На торжественном открытии памятника Татьяне Сергеевне Есениной в Ташкенте в 1999 году было сказано много теплых слов как о дочери великого русского поэта.
С её смертью оборвалась ташкентская ветвь Сергея Есенина в Узбекистане. Постепенно в Россию переехали её сын Сергей, внучки и правнуки.

## Семья
- Муж — Владимир Иванович Кутузов (сын И. И. Кутузова), инженер, работал на шахте.
- Двое сыновей:
  - Сын — Владимир Владимирович Кутузов (1938—2014).
    - два внука.

  - Сын — Сергей Владимирович Есенин (1942—2016) — работал в сфере строительства, альпинизма и геодезии, выступал в прессе и по телевидению с рассказами о потомках поэта.
    - Внучка Зинаида, преподаватель биологии.
    - Внучка Анна, художница.

По линии обоих сыновей у Татьяны Есениной также есть правнуки.

## Память
- Сразу после смерти Есениной в газетах «Народное слово», «Правда Востока», «Вечерний Ташкент» и в специальном выпуске информационного бюллетеня «Мир Есенина» (1992, № 3) были опубликованы воспоминания о встречах с Татьяной Сергеевной директора Музея С. Есенина В. Николюка, журналиста Г. Димова, поэта Р. Фархади, депутата Верховного Совета республики С. Зинина, в которых подчеркивалось, что «её творчество не было чуждым в Узбекистане».
- В Музее Сергея Есенина есть специально посвящённый Татьяне Сергеевне стенд; о её творческой биографии работники музея с большой теплотой рассказывают многочисленным экскурсантам. К 90-летию со дня рождения Т. С. Есениной была открыта выставка фотоматериалов о её творческой биографии.
- Русский культурный центр Узбекистана издал специальный 8-й выпуск информационного бюллетеня «Мир Есенина», полностью посвящённого жизни и творчеству Татьяны Сергеевны Есениной.